# 溪洲 (宜蘭縣)
溪洲，是台灣宜蘭縣員山鄉的一個傳統地域名稱，位於該鄉東南部。相較於今日行政區，其範圍大致與七賢村相近。

## 歷史
台灣清治末期，溪洲地區為一街庄，稱為「溪洲庄」，隸屬於浮洲堡。該庄昔日南隔濁水溪（今蘭陽溪）主流及分流與尾塹庄、大洲庄、中溪洲庄為界，西與洲仔庄為鄰，西北一小段與深溝庄為鄰，北邊為吧荖鬱庄、四鬮庄，東邊為壯二庄。
1901年（日治明治三十四年）11月，廢縣廳改設二十廳，該庄隸屬於宜蘭廳，編入第九區。1905年（明治三十八年）7月，第九區改名「浮洲區」。1909年（明治四十二年）10月，合併二十廳為十二廳，該庄仍隸屬於宜蘭廳。1920年（大正九年），廢十二廳改設五州二廳，該庄改制為「溪洲」大字，隸屬於臺北州宜蘭郡員山庄。
戰後員山庄改制為員山鄉，隸屬於臺北縣，大字改制為村。1950年10月，北、基、宜分治，員山鄉改隸屬於宜蘭縣。

## 聚落
本地區發展較早的聚落為溪洲，在日治期初期的官方地圖上已有記載。此外，本地區尚有石頭厝聚落。

## 交通
鄉道宜18-2線（石頭厝路）是大湖至再連的道路，大致以西向東進入溪洲地區西部邊界北側，先轉東南沿西部邊界而行，再進入境內一段路後由本地區南部邊界西側出境。由該道路向西經洲子東北角後轉北北西可前往深溝、三鬮、大湖並止於省道台7丁線路口，向東南轉西可前往昔日屬中溪洲的葫蘆堵、洲仔西部的上深溝並止於省道台7線路口。

## 學校
- 七賢國小